# Nicholas Edward Brown
Nicholas Edward Brown (Redhill, Surrey, 11 de juliol de 1849 - Kew Gardens, Londres, 25 de novembre de 1934) va ser un botànic anglès, una autoritat en plantes suculentes. També va donar nom a diverses famílies de plantes, incloses les Asclepiadaceae, Aizoaceae, Labiatae i espècies de plantes del Cap.

## Carrera
Va començar a treballar com a ajudant a l'Herbari de Kew el 1873, i va ser ajudant del cuidador entre 1909 i 1914. Els seus dibuixos de plantes suculentes es van fer en relació amb la seva revisió del gènere Mesembryanthemum, que va aparèixer el 1931, i van acompanyats d'anotacions detallades. Va ser l'autor d'importants treballs sobre taxonomia vegetal, especialment plantes suculentes.
El gènere d'Araceae Nebrownia va ser nomenat en honor seu per Otto Kuntze. Algunes plantes porten el nom específic de "nebrownii", com Acacia nebrownii, Gibbaeum nebrownii, Caralluma nebrownii i Lithops olivacea v nebrownii, igual que un pou d'aigua al parc nacional d'Etosha.
La South Africa Biological Society li va concedir la medalla Memorial Captain Scott en reconeixement de la seva tasca sobre la flora de la Sud-àfrica, i el 1932 va obtenir un doctorat honoris causa conferit per la Universitat de Witwatersrand. Les seves publicacions van aparèixer principalment al Kew Bull. i a Flora Capensis.
Es va casar amb la filla de Thomas Cooper (1815-1913), un altre botànic de Kew.